# São Matias (Nisa)
São Matias es una freguesia portuguesa del concelho de Nisa, con 54,48 km² de superficie y 447 habitantes (2001). Su densidad de población es de 8,2 hab/km².